# Draaibank

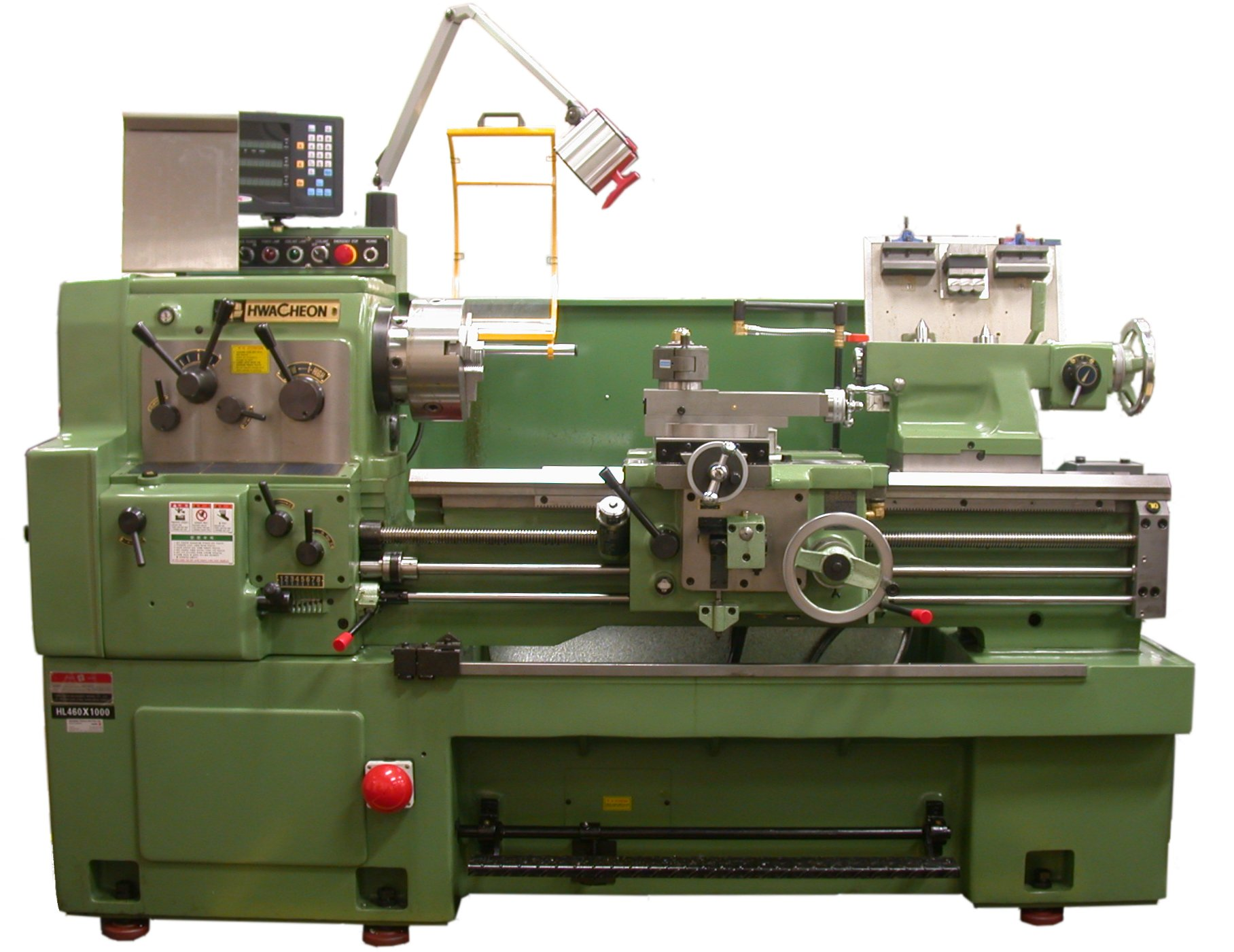
Moderne draaibank

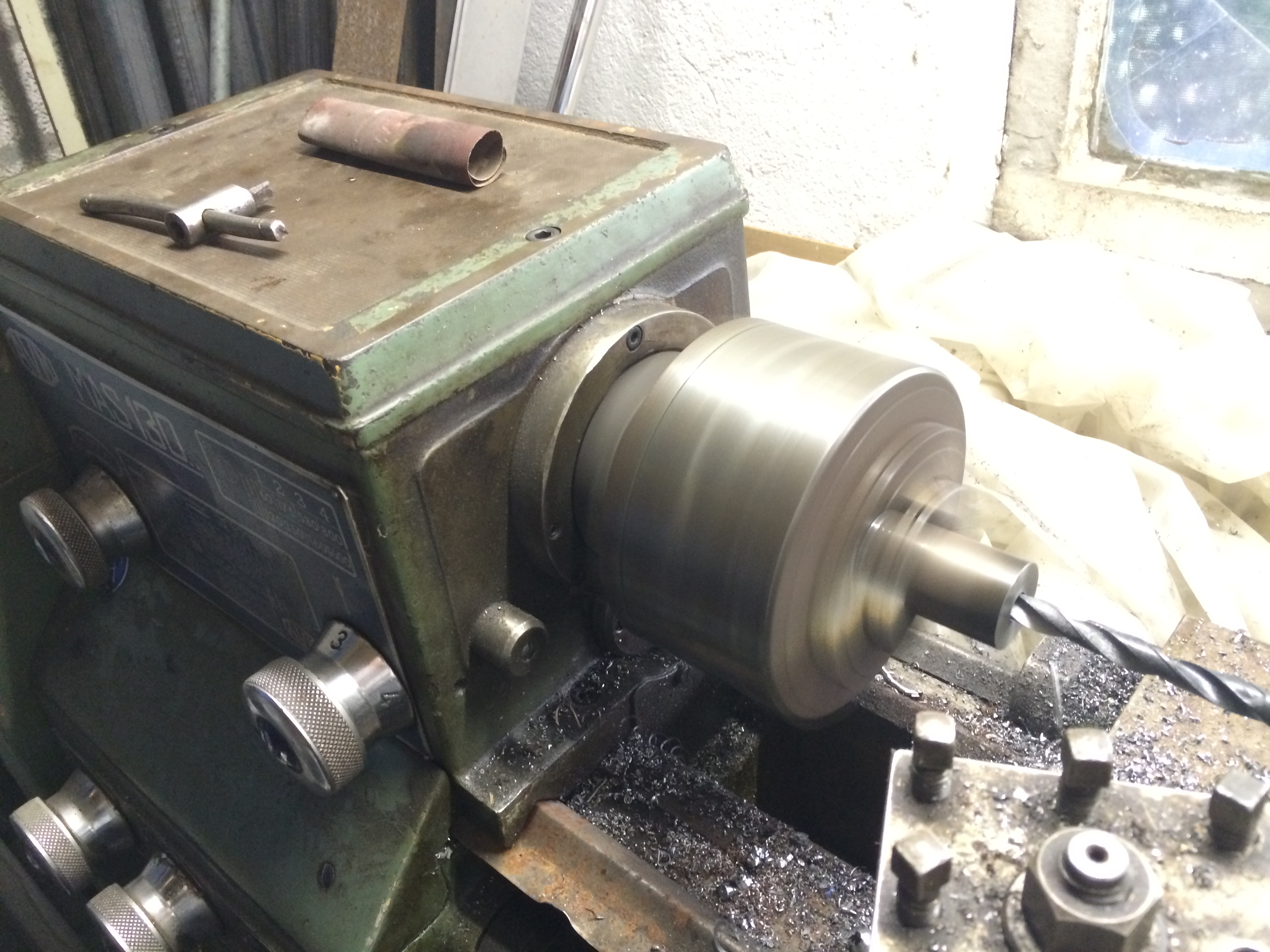
Draaibank in actie tijdens het draaien van een bus

Een draaibank is een werktuigmachine voor het bewerken van cilindervormige werkstukken. Draaien is een verspanende techniek.

## Bouw
Kenmerkend voor een draaibank is dat bij een draaibank het snijgereedschap (draaibeitel) stilstaat. Meestal wordt een te bewerken onderdeel ingeklemd in een klauwplaat die bevestigd is aan een horizontale as die het werkstuk ronddraait.
De draaibank bestaat veelal uit een gietijzeren constructie, het deel dat op de grond staat heet de voet en daarbovenop staat het draaibankbed. Bij grotere draaibanken zijn voet en bed uit twee delen gemaakt, bij bijvoorbeeld een tafeldraaibank bestaan de voet en het bed uit een enkel stuk gietijzer.
De aandrijving gebeurt meestal met een elektromotor via een overbrengingssysteem bestaande uit V-riemen en/of tandwielen met een keuze uit verschillende toerentallen. 
De aandrijving kan ook uitgevoerd worden een frequentieregelaar die zorgt voor verschillende aandrijfsnelheden van de elektromotor.

## Geschiedenis

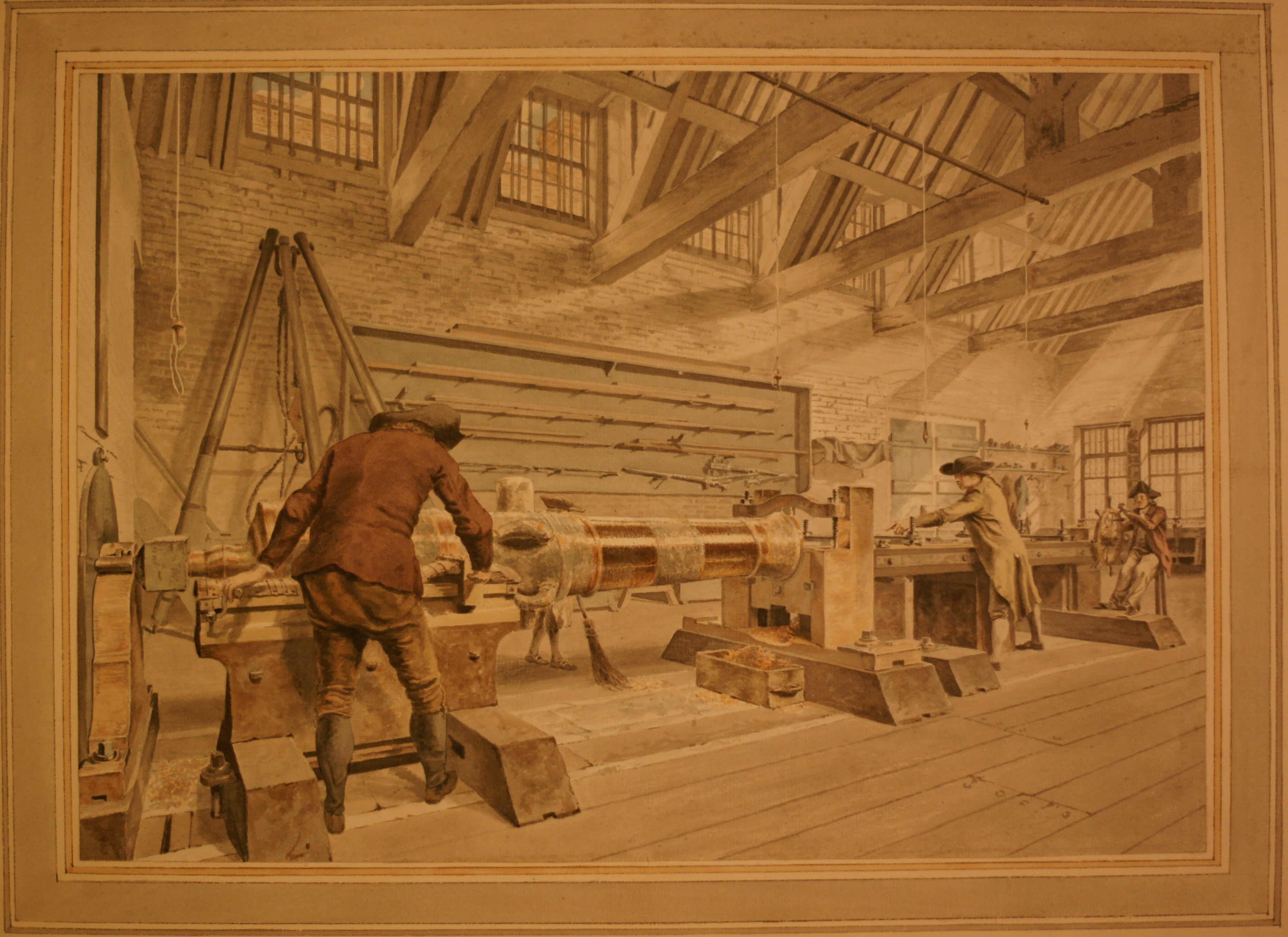
Exact Drawing gemaakt met een camera obscura door Jan Verbruggen in de Woolwich Royal Brass Foundry, ongeveer 1778 (tekening 47 van 50)

De draaibank is een zeer oude machine die al gebruikt werd in Assyrie en het klassieke Griekenland. De oorsprong van het draaien vinden we rond 1300 v.Chr. toen de Grieken een tweepersoonshoutdraaibank ontwikkelden. Een persoon draaide het werkstuk met een touw terwijl een andere persoon een scherp voorwerp gebruikte om vormen in het hout te snijden. In het Romeinse rijk werd een draaiboog (soort strijkstok) toegevoegd. In de middeleeuwen werd het handdraaien vervangen door een pedaal zodat de handen vrijkwamen om de verschillende beitels vast te kunnen houden. Dit type draaibank is tot in het begin van de 20e eeuw veel gebruikt en nog in gebruik in diverse ontwikkelingslanden.
De eerste industriële metaaldraaibank werd door de Nederlander Jan Verbruggen, meestergieter in de zware geschutgieterij in Den Haag, in 1757 ontworpen en in gebruik genomen. In 1770 werd hij benoemd tot meestergieter in de geschutgieterij in het Royal Arsenal in Woolwich. Hier installeerde hij eenzelfde horizontale, door paarden aangedreven draaibank waarvan een set van 50 gedetailleerde camera-obscura-tekeningen bewaard zijn gebleven (zie bijgevoegd voorbeeld). Henry Maudslay, die later onder andere het automatisch draaien van schroefdraden op de draaibank uitvond, werkte ook in de werkplaats van Jan Verbruggen in Woolwich.

## Soorten draaibanken
In de conventionele draaibanken kunnen diverse soorten uitvoeringen worden onderscheiden, met of zonder computeraansturing, te weten:
1. Centerdraaibank: wordt gebruikt voor stukken met een centerpunt aan beide kopzijden en geen mogelijkheid tot klemmen op het stuk.
2. Universele draaibank: de meest bekende vorm, wordt veelal gebruikt voor stuk- en herstellingswerken. Door demontage van de klauwplaat kan er een centerdraaibank van gemaakt worden doordat er in de spil een conus zit.
3. Kopdraaibank: een universele draaibank voor stukken met een diameter tot soms wel 3,5 meter. Er ontbreekt vaak wel de losse kop op deze soort, nadeel is dat het opspannen van het stuk veel tijd kost en dat de hoofdspil sterk op buigen wordt belast.
4. Carrouseldraaibank: een verticaal opgestelde kopdraaibank, met de voordelen van de kopdraaibank maar geen belasting op buigen van de spil. Sommige versies hebben ook de mogelijkheid om met meerdere beitels tegelijk te kunnen werken.
5. Kopieerdraaibank: een draaibank gebruikt voor het maken van series gelijke stukken. Hierbij loopt een taster over een mal en de vorm van de mal wordt aan een beitel doorgegeven en zo op een werkstuk gedraaid. Deze is vervangen door de computer numerical control (CNC) machines. Dit type draaibank is nog wel te vinden in klompenmakerijen waar hij wordt gebruikt om klompen te maken.
6. Revolverkopdraaibank: gebruikt voor het vervaardigen van series gelijkvormige stukken. Principieel is dit een universele draaibank, maar met een beitelhouder voor soms wel 8 gereedschappen die men kan ronddraaien (zoals bij een trommelrevolver).

## Werking

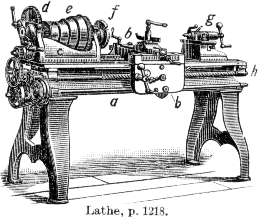
Opbouw van een oudere draaibank uit 1911. Met a = bed, b = geleiding (met dwarsslede en beitelhouder), c = kop, d = terugversnelling (met overbrenging naar ondergelegen spindel) e = kegel voor riemaandrijving van een externe voeding, f = frontpaneel gemonteerd op spindel, g = losse kop. h = spindel.

### Instellingen
Het toerental wordt afgestemd op het te bewerken materiaal (de specifieke snijsnelheid, die voor elk materiaal anders is) en de diameter van het te draaien werkstuk. Hierbij gebruikt men de volgende formule:
{\displaystyle n=(V_{c}*1000)/(\pi .d),}
Waarbij:
- n: het toerental, in toeren/min
- Vc: de snijsnelheid, in m/min
- d: de diameter van het werkstuk, in mm

Bij het gebruik van een industriële draaibank, waarbij door middel van hendels de toerentallen en voedingen worden ingesteld, is het volgende zeer belangrijk: het toerental van de hoofdspil mag slechts bij stilstand veranderd worden en de voedingen tijdens werking van de draaibank. Het kan dus soms gebeuren dat de tandwielen niet goed in elkaar grijpen bij het wisselen van hoofdspiltoerental, het volstaat hierbij om de klauwplaat met de hand te bewegen, men zal dan voelen dat de hendels op hun juiste plaats vallen als men de klauwplaat een beetje verdraait. Er bestaan ook systemen voor traploze snelheidsregeling bij conventionele machines in de vorm van frequentieomzetters.

### Losse kop en bed

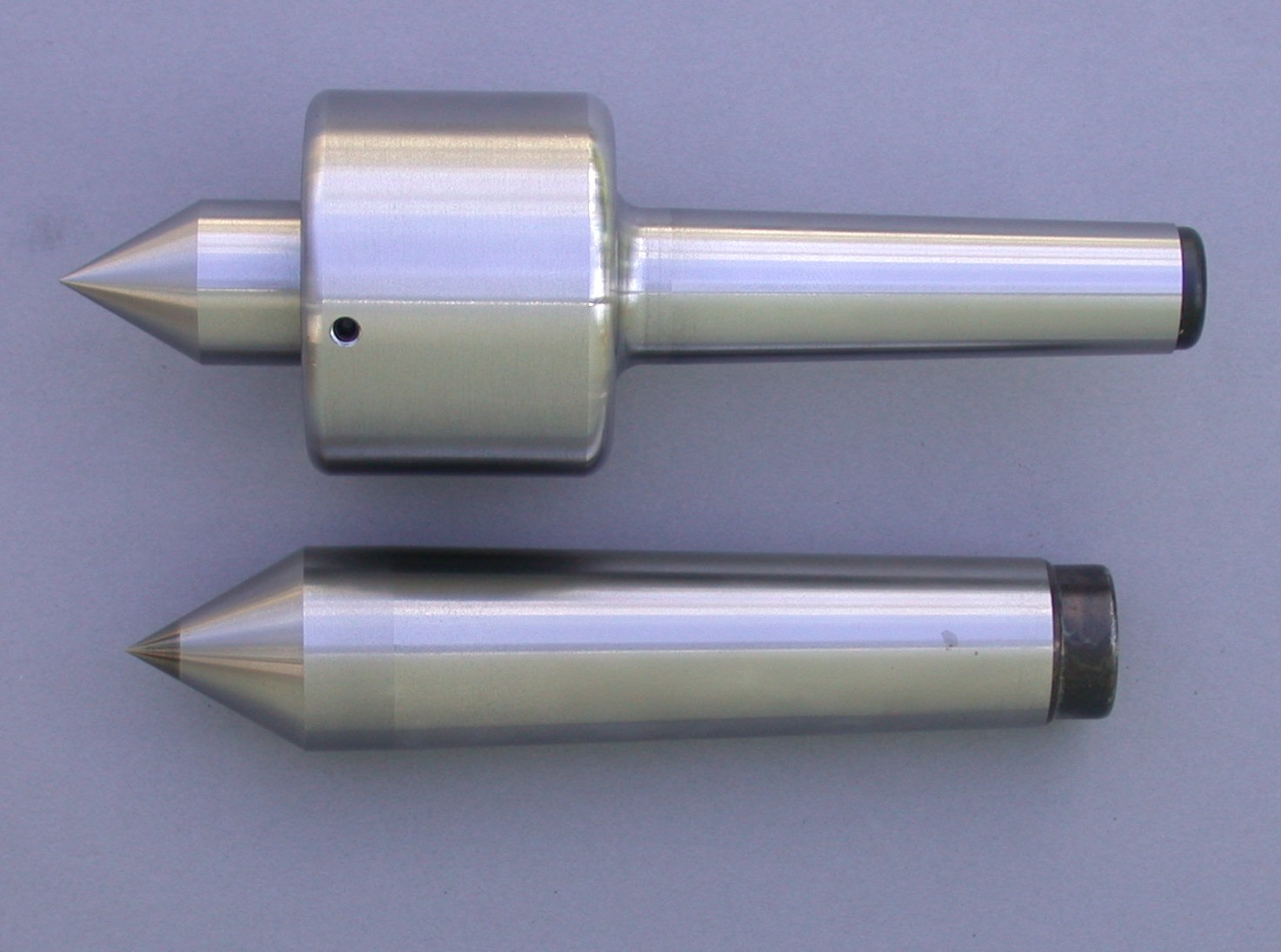
Meedraaiend center (boven), vast center (onder)

Rechts bevindt zich de losse kop, hierin kan een vast of meedraaiend center worden geplaatst, zodat het werkstuk aan beide uiteinden ondersteund wordt. Ook bestaat de mogelijkheid om er een boorkop of een grotere boor rechtstreeks in te zetten.
De losse kop kan verplaatst worden langs het bed. Het bed bestaat uit twee geleiders die heel zuiver zijn geslepen. In het bed is een trapeziumvormige rand geslepen, zodat bij slijtage op het bed er geen zijdelingse speling ontstaat maar enkel de support naar onder toe zakt (een zeer kleine verplaatsing overigens).
Bij het bed zijn er 2 keuzemogelijkheden: inductiegehard of niet. Inductiegehard is duurder maar op termijn heeft dit enkel voordelen doordat het bed minder vatbaar is voor beschadiging van spanen of slijtage door gebruik. De beitelwagen, ook weleens langsslede of support genoemd, kan over het bed verplaatst worden (voeding). Dit support kan zowel handmatig alsook automatisch door middel van een nauwkeurige schroefdraadstang worden voortbewogen, afhankelijk van de grootte van de draaibank kan dit trapeziumdraad of zaagtanddraad zijn, beide geschikt voor het opnemen van zware axiale belastingen op deze as. Hierbij moet er op gelet worden dat bij het gebruik van automatische voeding men de slede niet heeft vastgezet met de blokkeerschroeven, dit kan zware schade veroorzaken aan het bed.

### Dwarsslede en beitelhouder
De dwarsslede is de tweede van een combinatie van drie sleden, haaks ten opzichte van elkaar opgesteld. Ook deze kan meestal met automatische voeding worden bewogen. Hierop staat dan nog een beitelslede waarop een beitelhouder geplaatst is waarin men, afhankelijk van het model, één of meerdere beitels kan plaatsen. Hoe deze beitels worden vastgehouden in de beitelhouder verschilt, het belangrijkste is dat de beitelpunt op centerhoogte staat in verband met snijkrachten en afwerking van het stuk.
Er zijn verschillende soorten beitelhouders die het mogelijk maken snel beitels te wisselen voor verschillende toepassingen. Een voorbeeld is meerdere beitels in een houder. Deze systemen zijn in hoogte verstelbaar waardoor centerhoogte gehaald kan worden.